# 松木平吉 (5代目)
5代目松木 平吉（5代目まつき へいきち、明治4年9月22日（1871年11月4日） - 昭和6年（1931年）6月19日）は、明治時代から昭和時代にかけての地本問屋。大黒屋平吉の5代目であった。

## 来歴
大黒屋、松寿堂と号し、大平と略す。東京府東京市日本橋区両国吉川町2丁目において明治18年(1885年)に4代目大黒屋平吉から家督を継いでおり明治24年（1891年）7月1日に4代目（松木東江）が没した後から昭和5年（1930年）ころにかけて地本問屋を営業、5代目はその好みから相撲絵や能楽絵を多く出版している。小林清親、土屋光逸、尾形月耕、小川耕一、尾形月山、山本昇雲、森田華香、坂巻耕漁、小原古邨らの錦絵などを出版している。明治42年（1909年）版の図書目録が現存する。また、大正元年（1912年）当時、大平にいた摺師は20人ほどで日当は1円50銭であったという。大正以降には主に古邨の花鳥画、耕漁の能画、昇雲の美人画の木版絵葉書を版行している。それ以外では古版木による複製版画の版行が主流となっていった。大正8年（1919年）版の手書きの出版リストが残されている。享年61。墓所は江東区深川の雄松院。

## 作品
- 小林清親 「我艦隊黄海ニ於清鑑ヲ撃チ沈ル之図」 大判3枚続 明治27年（1894年）
- 小林清親 『日本万歳百撰百笑』 大判45枚揃 明治28年 国立国会図書館所蔵
- 小林清親 「冒営口厳寒我軍張露営之図」 大判3枚続 明治28年（1895年） 千葉市美術館所蔵
- 小林清親 『日本名勝図会』 大判28枚組 明治29年‐明治30年
- 尾形月耕 『花美人名所合』 大判3枚続 明治28年‐明治29年 ※全5図が知られる
- 尾形月耕 『美人名所合』 大判3枚続 明治30年‐明治34年 ※全7図が知られる
- 尾形月耕 『百富士』 横大判100枚組
- 土屋光逸 『教訓歴史画』 大判 第一集～第四集
- 土屋光逸 『教育女礼式』 大判 第一集～第二集袋入
- 土屋光逸 『教育愛児之遊』 大判12枚組袋入
- 小川耕一 『新撰東京名勝図会』 大判12枚袋入
- 小川耕一 『家庭教訓 婦女名鑑』 大判12枚入
- 小川耕一 『家庭教訓 古今英雄鑑』 大判12枚入
- 小川耕一 『家庭教訓 女礼式』 大判12枚入
- 小林清親 『日本万歳百撰百笑』 大判38枚揃 明治37年（1904年） 野田市立興風図書館所蔵
- 尾形月山 「工兵第四大隊金州城門破壊の図」　大判3枚続　明治37年
- 尾形月山「南山之役中尉柴川又三郎君立陣頭捧旭日軍扇指揮士卒」　大判3枚続　明治37年
- 尾形月山 「旅順開城須将軍会見乃木将軍」　大判3枚続　明治37年
- 尾形月山 「遼陽之役敵将黒鳩公戦略齟齬総軍大敗公勇奮自立陣頭血戦」　大判3枚続　明治37年
- 尾形月山 「日本海之海戦」　大判3枚続　明治38年
- 山本昇雲 『今すがた』 大判揃物
- 山本昇雲 『子供あそび（男子）』 大判揃物
- 山本昇雲 『子供あそび（女子）』 大判揃物
- 山本昇雲 『四季の詠』 大判揃物
- 森田華香 『華香花鳥画譜』
- 坂巻耕漁 『能楽図会』 大判揃物